# Pyrgocythara guarani
Pyrgocythara guarani é uma espécie de gastrópode do gênero Pyrgocythara, pertencente a família Mangeliidae.